# Forteresse de Hohensalzburg
La forteresse de Hohensalzburg (en allemand : Festung Hohensalzburg, littéralement haute forteresse de Salzbourg) est une forteresse médiévale autrichienne située à Salzbourg au sommet de la montagne Festungsberg. Érigé à la demande des Princes-Archevêques de Salzbourg avec une longueur de 250 mètres et une largeur de 150 mètres, il est l'un des plus grands châteaux médiévaux d'Europe. La fortification est voisine de celle du château de Hohenwerfen, toutes deux du XIe siècle.

## Histoire
La construction de la forteresse a commencé en 1077 par l'archevêque Gebhard von Helfenstein (en). La conception d'origine est juste une motte castrale avec un mur en bois. Dans le Saint-Empire romain, les archevêques de Salzbourg étaient déjà des personnages politiques puissants et ont agrandi le château pour protéger leurs intérêts. Le conflit entre Gebhard et l'empereur Henri IV du Saint-Empire pendant la Querelle des investitures a influencé l'expansion du château, pour affirmer davantage de pouvoir face au pape Grégoire VII et à l'anti-roi Rodolphe de Rheinfelden.
Le prince-archevêque Leonhard von Keutschach a agrandi le château durant son mandat de 1495 jusqu'à 1519. En 1515, son coadjuteur Matthäus Lang von Wellenburg a conçu le Reisszug, un funiculaire primitif qui permettait d'acheminer du fret à la cour supérieure du château. La ligne existe toujours mais restaurée. Elle est probablement le plus ancien chemin d'exploitation dans le monde.
La forteresse a été progressivement agrandie au cours des siècles suivants. Les murs d'enceinte et les tours ont été construits en 1462 par le prince-évêque Burkhard Weisbriach.
La forteresse a réellement été assiégée au cours de la Guerre des paysans allemands en 1525, quand un groupe de mineurs, paysans et citadins a tenté d'évincer le prince-archevêque Matthäus Lang sans réussir à prendre le château. En 1612, l'archevêque déchu Wolf Dietrich de Raitenau meurt en prison. Pendant la Guerre de Trente Ans, l'archevêque-comte de Paris Lodron renforce les défenses de la ville, y compris le château de Hohensalzburg. Il ajoute plusieurs parties, comme les magasins de poudre et des échauguettes supplémentaires.
Durant la Deuxième Coalition des Guerres napoléoniennes en 1800, le fort se rend sans combat aux troupes françaises du général Jean Victor Marie Moreau. Le dernier prince-archevêque Hieronymus von Colloredo-Mannsfeld fuit alors vers Vienne.
Au XIXe siècle, le château fut utilisé comme caserne, dépôt de stockage et donjon avant d'être abandonné comme un avant-poste militaire en 1861. À la fin du siècle, le château fut rénové et devint une attraction touristique majeure avec le téléphérique Festungsbahn ouvert en 1892, menant de la ville à la Hasengrabenbastei.
Au début du XXe siècle, la forteresse fut utilisée comme prison, notamment pour la détention des prisonniers de guerre italiens pendant la Première Guerre mondiale et des militants nazis (avant l'Anschluss avec l'Allemagne) dans les années 1930.
En 1977, la Monnaie autrichienne a émis une pièce de monnaie pour le 900e anniversaire du château. En 2006, celui-ci fut choisi comme motif principal de la pièce commémorative autrichienne le 5 avril 2006. Ce fut la première pièce de la série "grandes abbayes de l'Autriche". Il montre le couvent bénédictin de l'Abbaye de Nonnberg.
Aujourd'hui, il apparaît comme l'un des châteaux les mieux conservés en Europe.

## Galerie

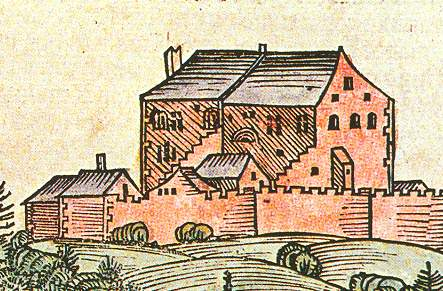
L'une des premières représentations du château dans les années 1460.
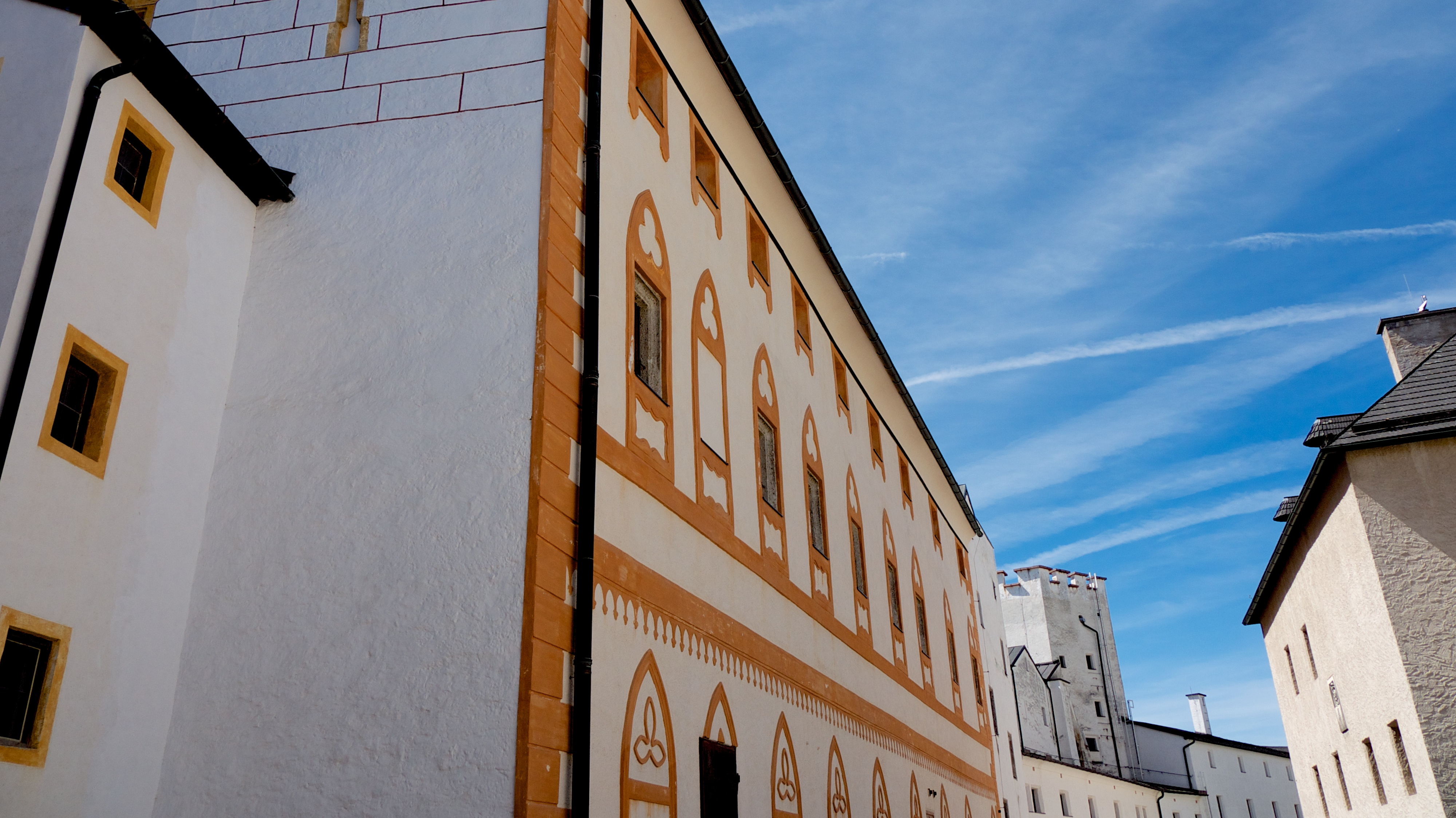
Intérieur de la forteresse.
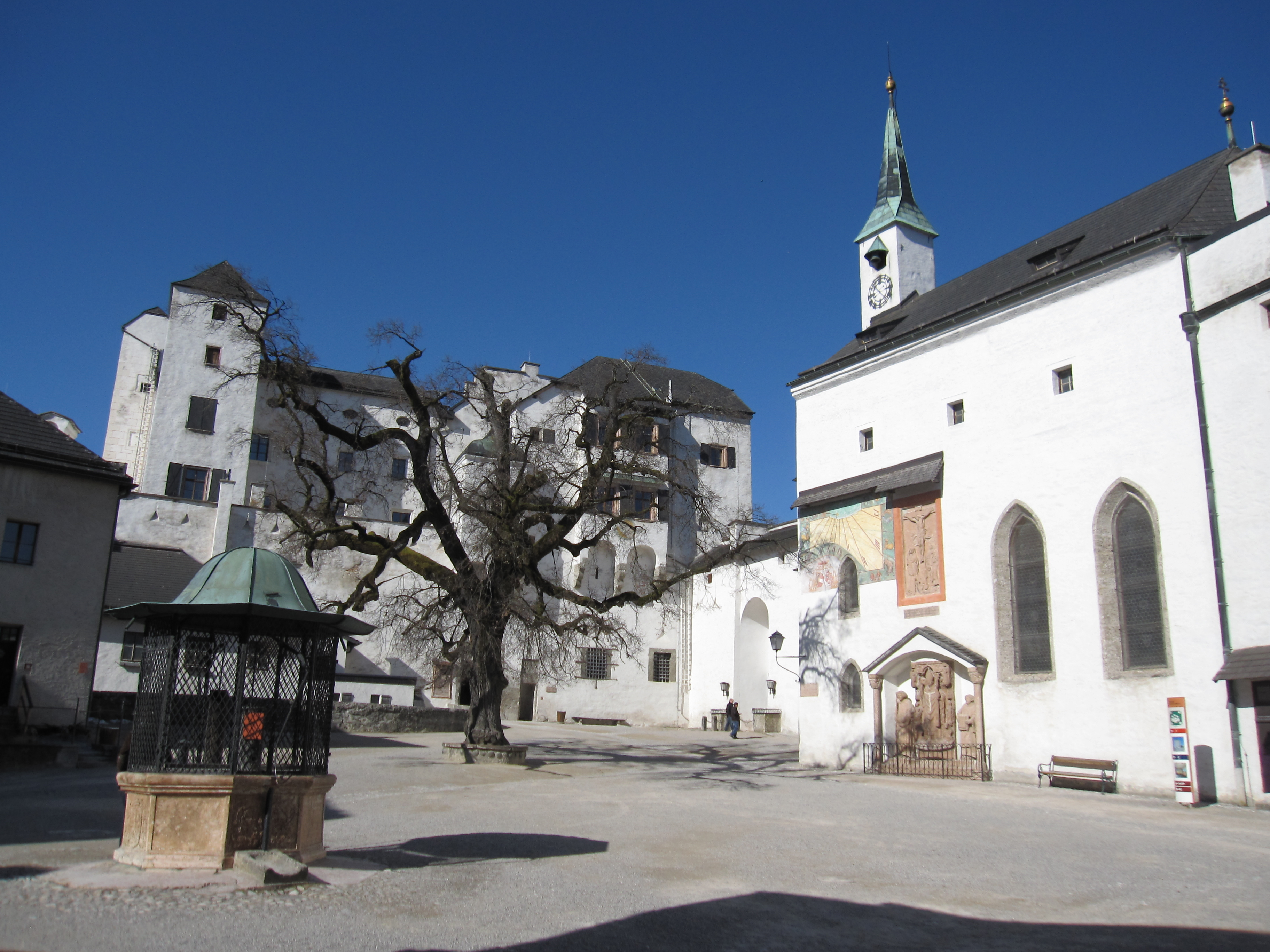
Cour intérieure et la chapelle Saint-Georges.
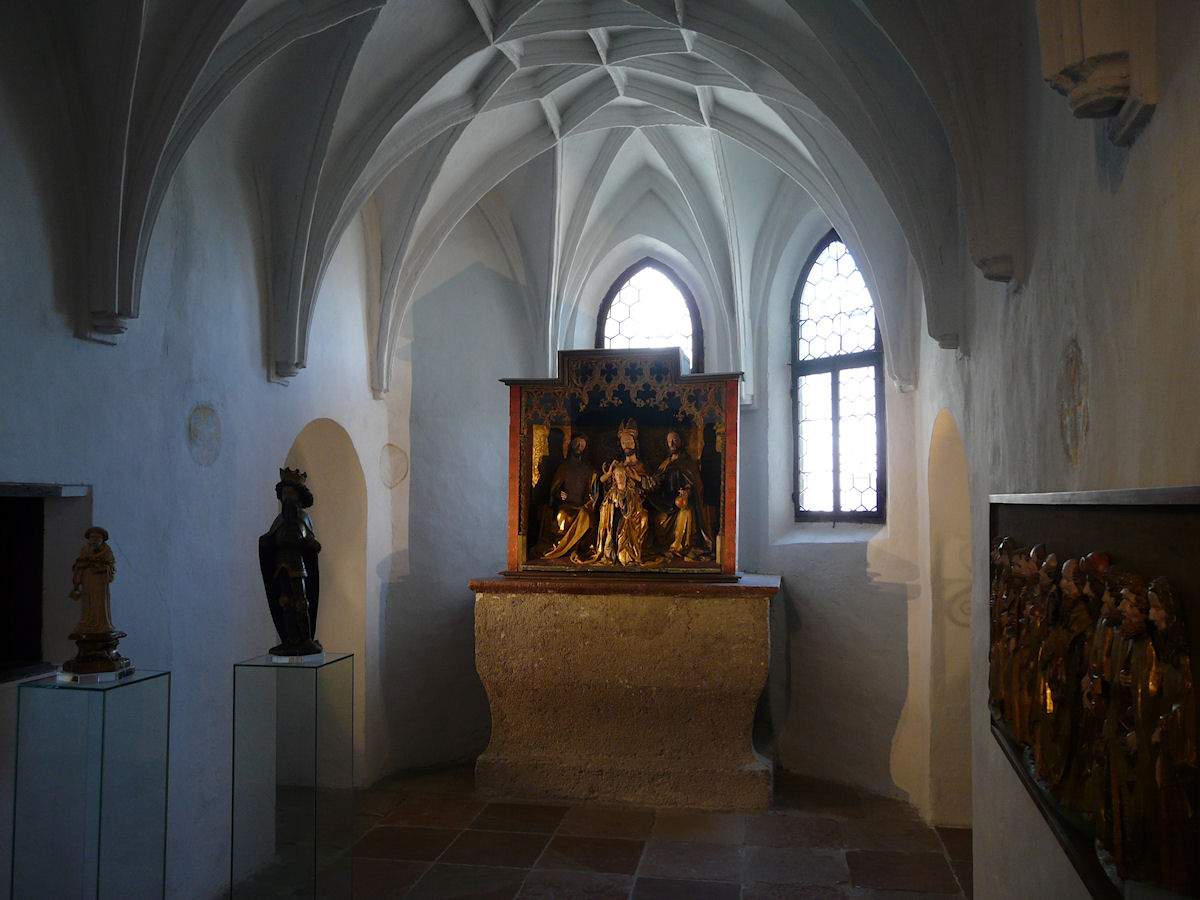
La chapelle du prince-évêque.
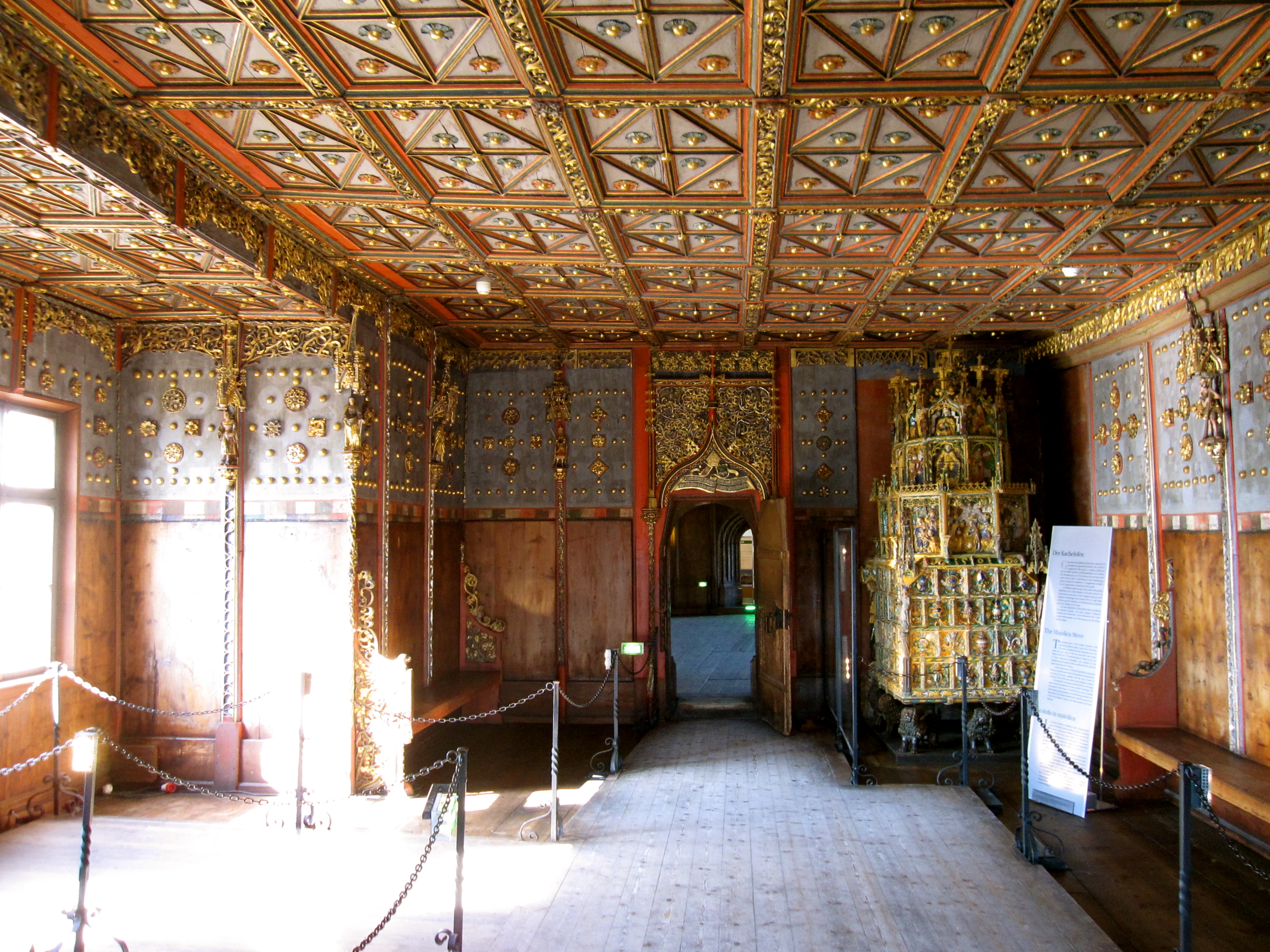
La chambre d'Or.
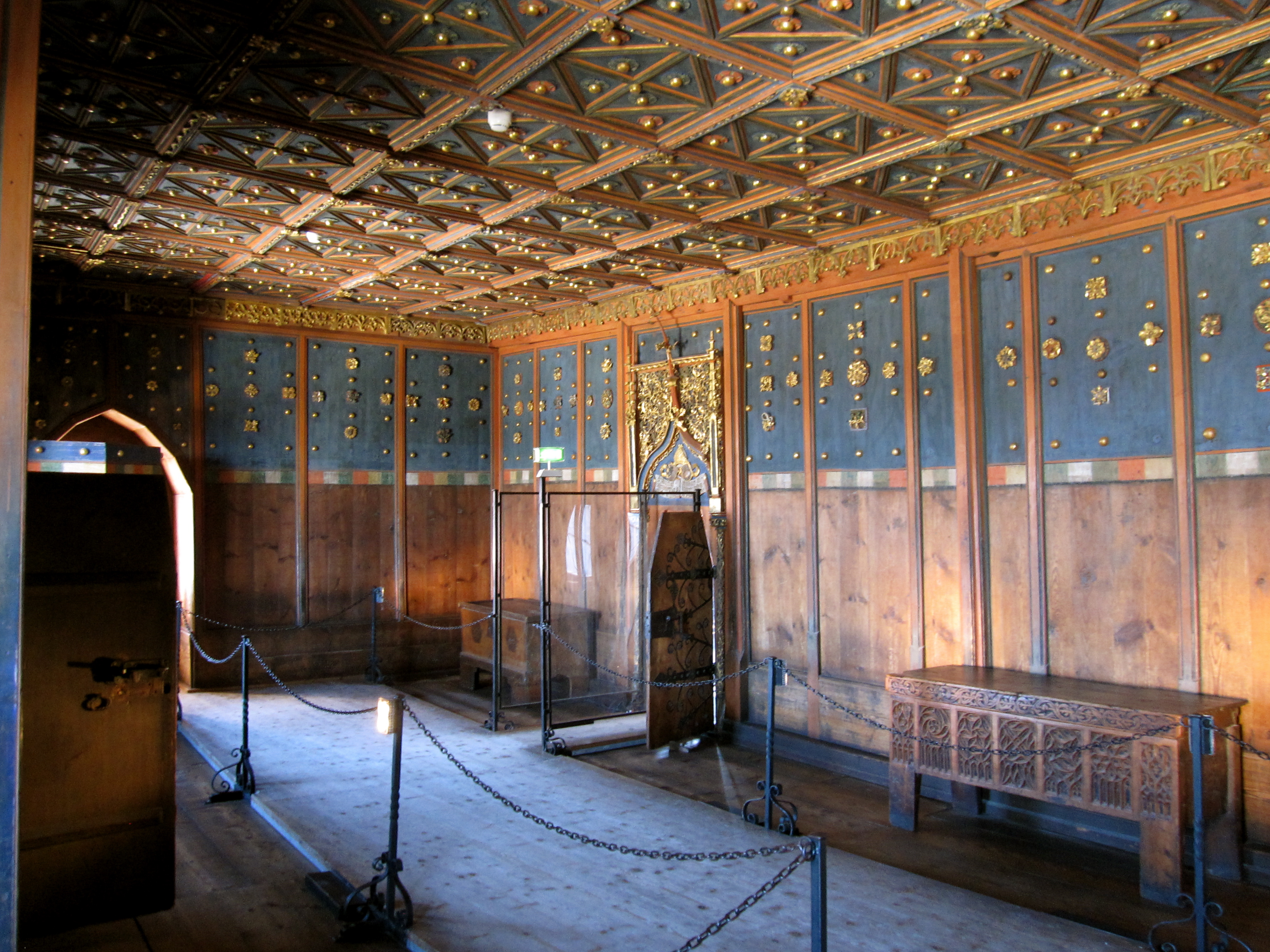
La chambre du prince-évêque.
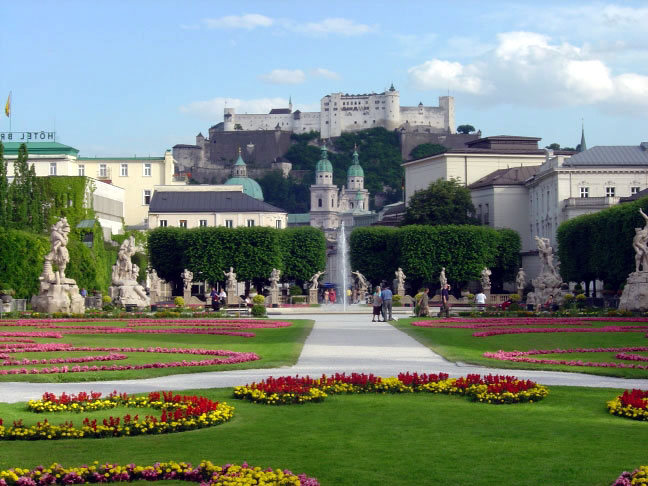
Vu depuis les Jardins Mirabell.
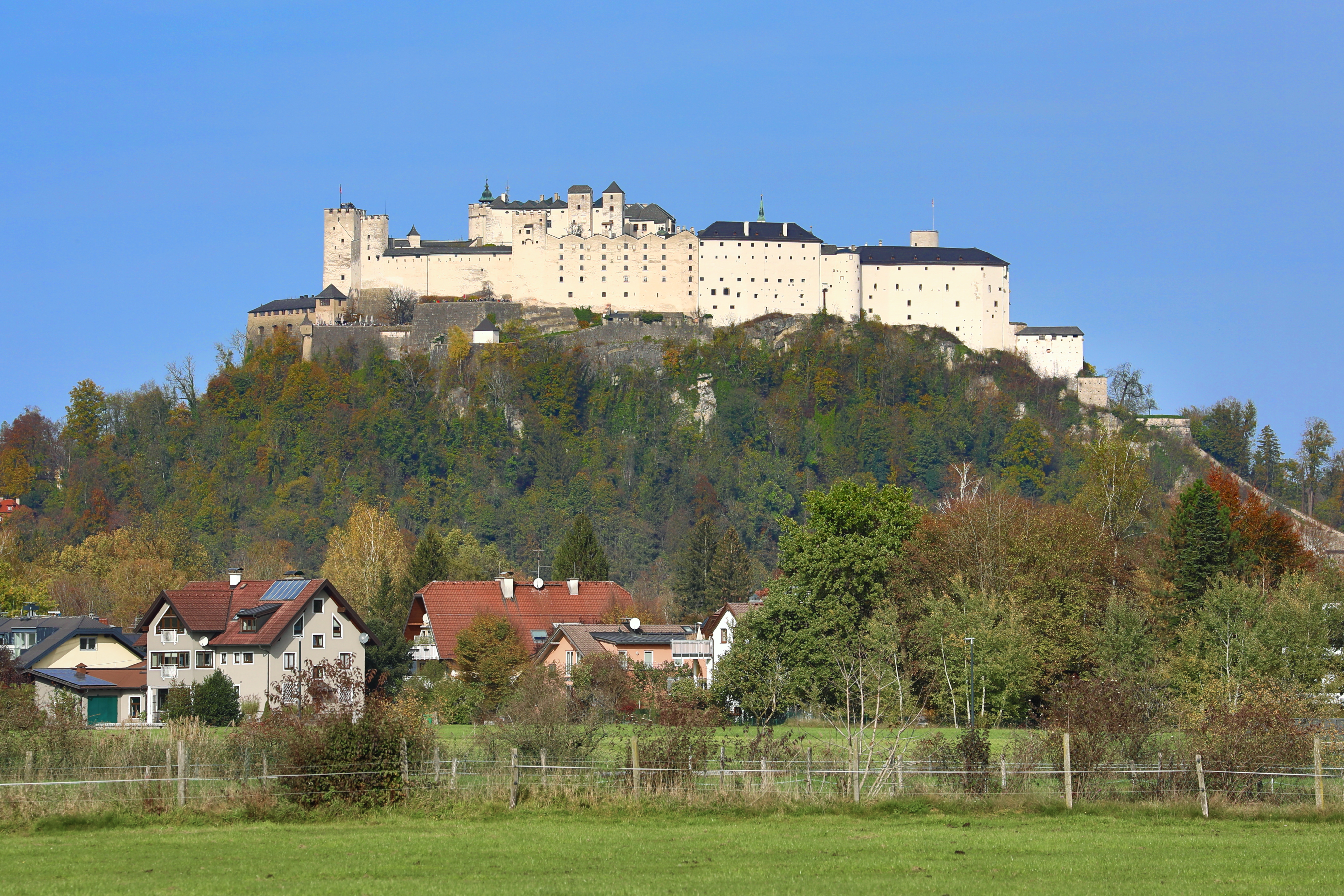
Le Château vu depuis la plaine.
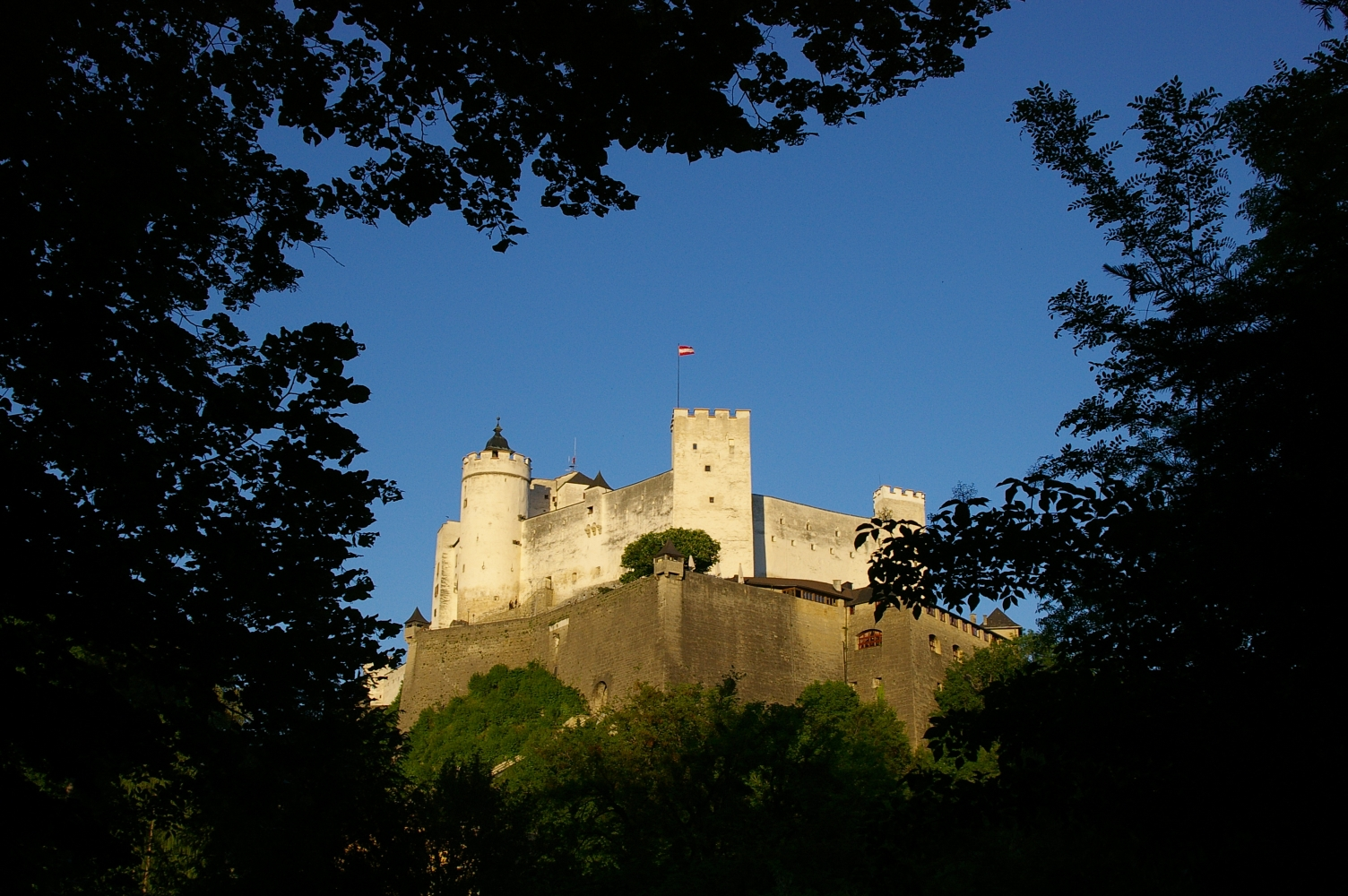
Le Château.
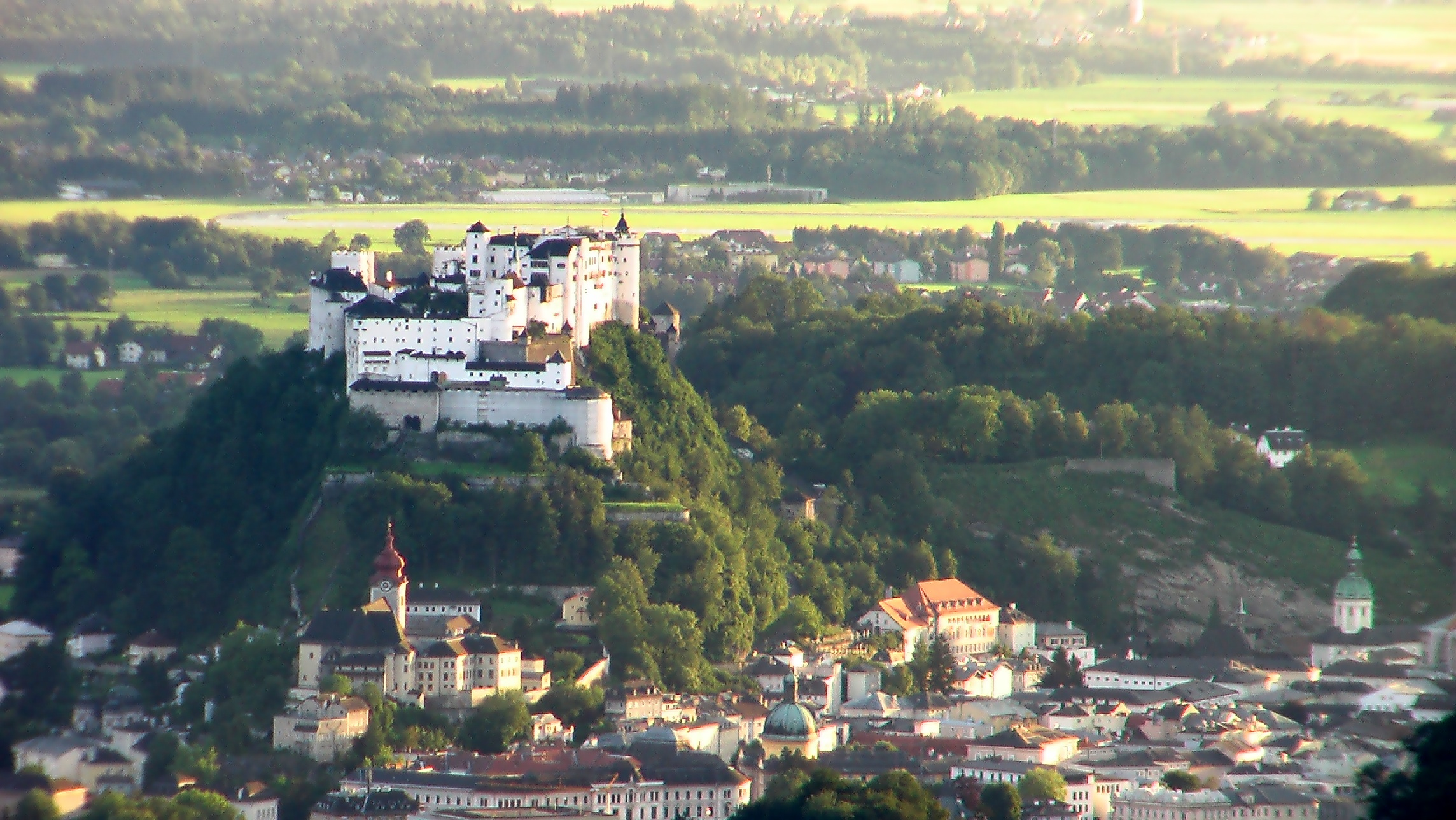
Vue du fort de la Gersberg Alm.
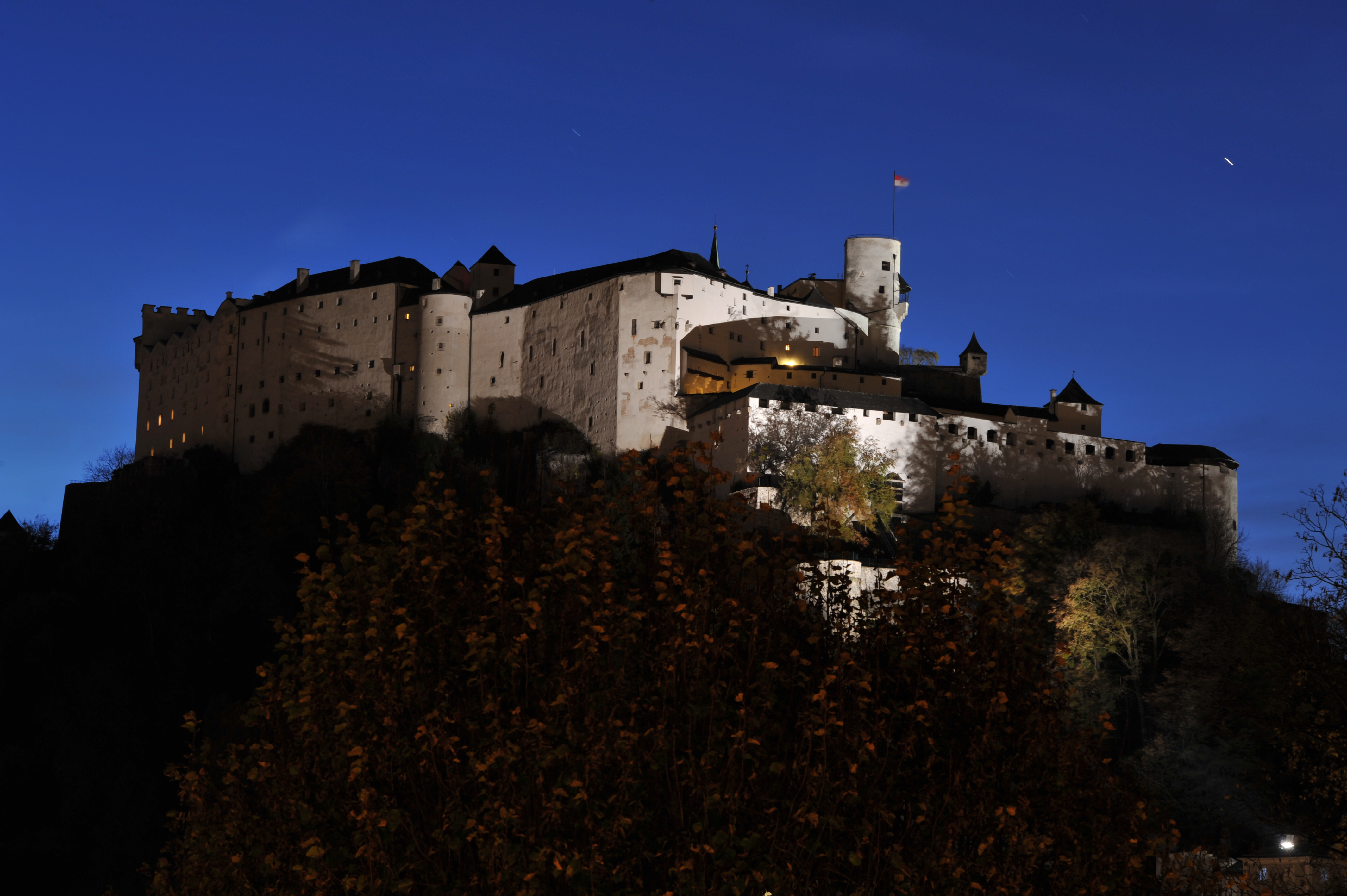
Eclairage nocturne du château.